# Komaki Kikuchi
Komaki Kikuchi (菊池小巻?, Kikuchi Komaki; 22 febbraio 1997) è una schermitrice giapponese, specializzata nel fioretto.

## Palmarès
- Giochi olimpici

Parigi 2024: bronzo nel fioretto a squadre.
- Mondiali

Milano 2023: bronzo nel fioretto a squadre.
- Campionati asiatici

Hong Kong 2017: argento nel fioretto a squadre.
Bangkok 2018: oro nel fioretto individuale.